# Andrés Montoya
Andrés Montoya (Medellín, 7 de mayo de 1985) es un periodista, presentador de noticias y locutor comercial y corporativo colombiano.
Estudió Comunicación social y Periodismo en la Universidad Pontificia Bolivariana de Medellín, donde además realizó estudios de Gerencia de comunicación.
Sus inicios en la comunicación se dieron en el sector corporativo, en algunas empresas del país. Al tiempo trabajó como locutor comercial para diversas marcas colombianas.
Entró a trabajar en abril de 2018 al canal público local Telemedellín, cómo periodista y presentador de noticias. También presentó su propio podcast, llamado Disiendo. Para octubre de ese mismo año en octubre, ingresó a Noticias Caracol de Caracol Televisión, como presentador de noticias del centro regional Antioquia. En octubre de 2022, comienza labores como presentador titular de la emisión de la mañana del mismo noticiero, desde la capital, Bogotá, en reemplazo de Juan Diego Alvira.